# Hamilton (Indiana)
Hamilton es un pueblo ubicado en el condado de Steuben en el estado estadounidense de Indiana. En el Censo de 2010 tenía una población de 1532 habitantes y una densidad poblacional de 187,72 personas por km².

## Geografía
Hamilton se encuentra ubicado en las coordenadas 41°32′28″N 84°55′20″O / 41.54111, -84.92222. Según la Oficina del Censo de los Estados Unidos, Hamilton tiene una superficie total de 8.16 km², de la cual 6.2 km² corresponden a tierra firme y (24.06%) 1.96 km² es agua.

## Demografía
Según el censo de 2010, había 1532 personas residiendo en Hamilton. La densidad de población era de 187,72 hab./km². De los 1532 habitantes, Hamilton estaba compuesto por el 98.37% blancos, el 0.26% eran afroamericanos, el 0.2% eran amerindios, el 0.26% eran asiáticos, el 0% eran isleños del Pacífico, el 0.13% eran de otras razas y el 0.78% pertenecían a dos o más razas. Del total de la población el 1.11% eran hispanos o latinos de cualquier raza.